# Чаробни школски аутобус (серија видео игара)
Чаробни школски аутобус је серија образовних видео игара које је развио Music Pen, а објавио Microsoft преко свог бренда Microsoft Home. Интерактивне авантуре су део веће франшизе и засноване су на оригиналним књигама серије Чаробни школски аутобус и цртане серије (која се првобитно емитовала на ПБС-у ).     